# Caudron C.60
Il Caudron C.60 fu un monomotore da addestramento biplano sviluppato dall'azienda aeronautica francese Société des avions Caudron nei primi anni venti del XX secolo.
Derivato del precedente pari ruolo Caudron C.59, venne proposto all'Aviation militaire, la componente aerea dell'Armée de terre (l'esercito francese) senza ottenere riscontri, tuttavia ottenne un discreto successo sul mercato estero andando ad equipaggiare le forze aeree di Finlandia, dove venne anche prodotto su licenza dalla Ilmailuvoimien Lentokonetehdas (IVL), e Venezuela e l'aviazione navale della marina militare della Lettonia.

## Tecnica
Il C.60 era un velivolo di impostazione convenzionale, per il periodo: monomotore in configurazione traente, biposto, con velatura biplana e carrello fisso.
La fusoliera, realizzata con struttura in legno e ricoperta in tela trattata tranne che nella parte anteriore, in metallo, presentava due abitacoli aperti posti in tandem e dotati di doppi controlli, l'anteriore destinato all'allievo pilota ed il posteriore all'istruttore. Posteriormente terminava in un impennaggio classico monoderiva dotato di piani orizzontali irrobustiti da una doppia coppia di aste di controvento, una per lato.
La configurazione alare era biplana, con l'ala superiore, montata alta a parasole e sulla quale era ricavato centralmente uno svaso per agevolare accesso e visibilità al pilota, l'unica dotata di alettoni, ed inferiore, montata bassa sulla fusoliera, collegate, la prima alla parte superiore della fusoliera tramite un castello tubolare e tra loro da una doppia coppia di montanti per lato rinforzati da tiranti in cavetto d'acciaio.
Il carrello d'atterraggio era un biciclo fisso, ammortizzato tramite un sistema ad elastici, dotato di ruote collegate tra loro da un assale rigido, integrato da un elemento posteriore d'appoggio, posizionato sotto la coda. Alcuni esemplari vennero modificati sostituendo il castello tubolare con una coppia di galleggianti ed altri, per consentirne l'uso da terreni ghiacciati ed innevati, montavano dei pattini al posto delle ruote.
La propulsione era affidata ad un motore Clerget 9B, un rotativo 9 cilindri disposti su una singola fila, raffreddato ad aria, in grado di esprimere una potenza pari a 130 hp (96 kW), posizionato all'apice anteriore della fusoliera in configurazione traente, racchiuso da una cofanatura metallica ed abbinato ad un'elica bipala in legno a passo fisso.
Per la tipologia di servizio al quale era destinato il C.60 era sprovvisto di armamento sia offensivo che difensivo.

## Impiego operativo

### Finlandia
La Suomen ilmavoimat, l'aeronautica militare finlandese, acquistò 30 esemplari di C.60 dalla Francia nel 1923. In seguito il governo finlandese ottenne una licenza che girò alla Ilmailuvoimien Lentokonetehdas (IVL), la quale produsse un ulteriore lotto di 34 velivoli tra il 1927 ed il 1928. I 64 C.60 vennero identificati con i codici da 1E20 a 1E30 e da 1F31 a 1F49, quelli di produzione francese, e da CA-61 a CA-94 quelli di produzione locale. Gli esemplari prestarono servizio nelle scuole di volo di Kauhava, Santahamina ed Utti rimanendo in servizio fino al 1936.

### Lettonia
Furono almeno due gli esemplari che vennero utilizzati in Lettonia, adottati dalla Jūras krasta apsardzes eskadra, allora designazione della marina militare lettone, entrambi in versione idrovolante a scarponi.

## Utilizzatori

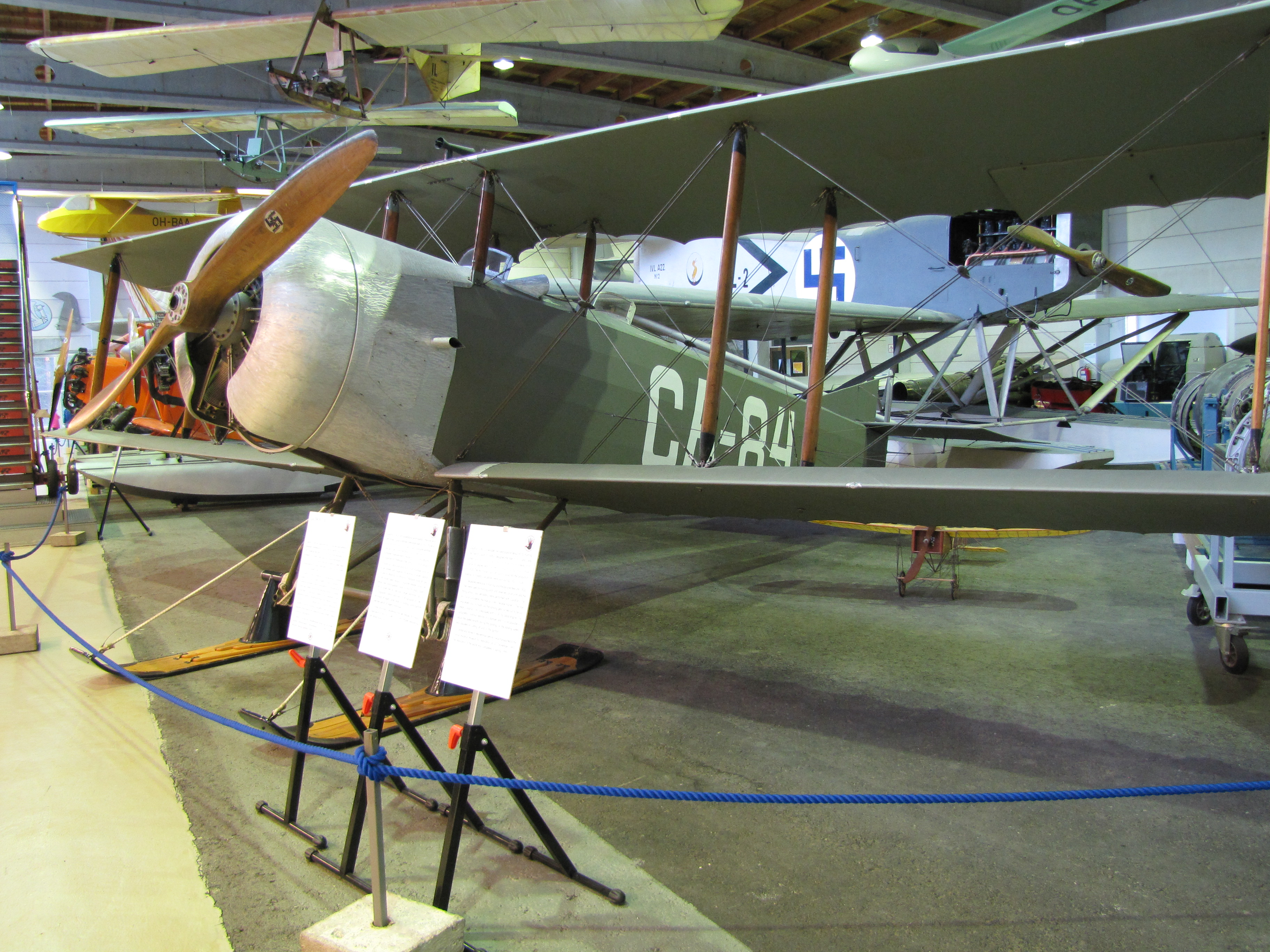
Il C.60 ex Suomen ilmavoimat CA-84 esposto al Suomen Ilmailumuseo.

Finlandia
- Suomen ilmavoimat

operò con 64 esemplari.
 Francia
- Aviation militaire

 Lettonia
- Jūras krasta apsardzes eskadra

 Venezuela
- Fuerza Aérea Venezolana

## Esemplari attualmente esistenti

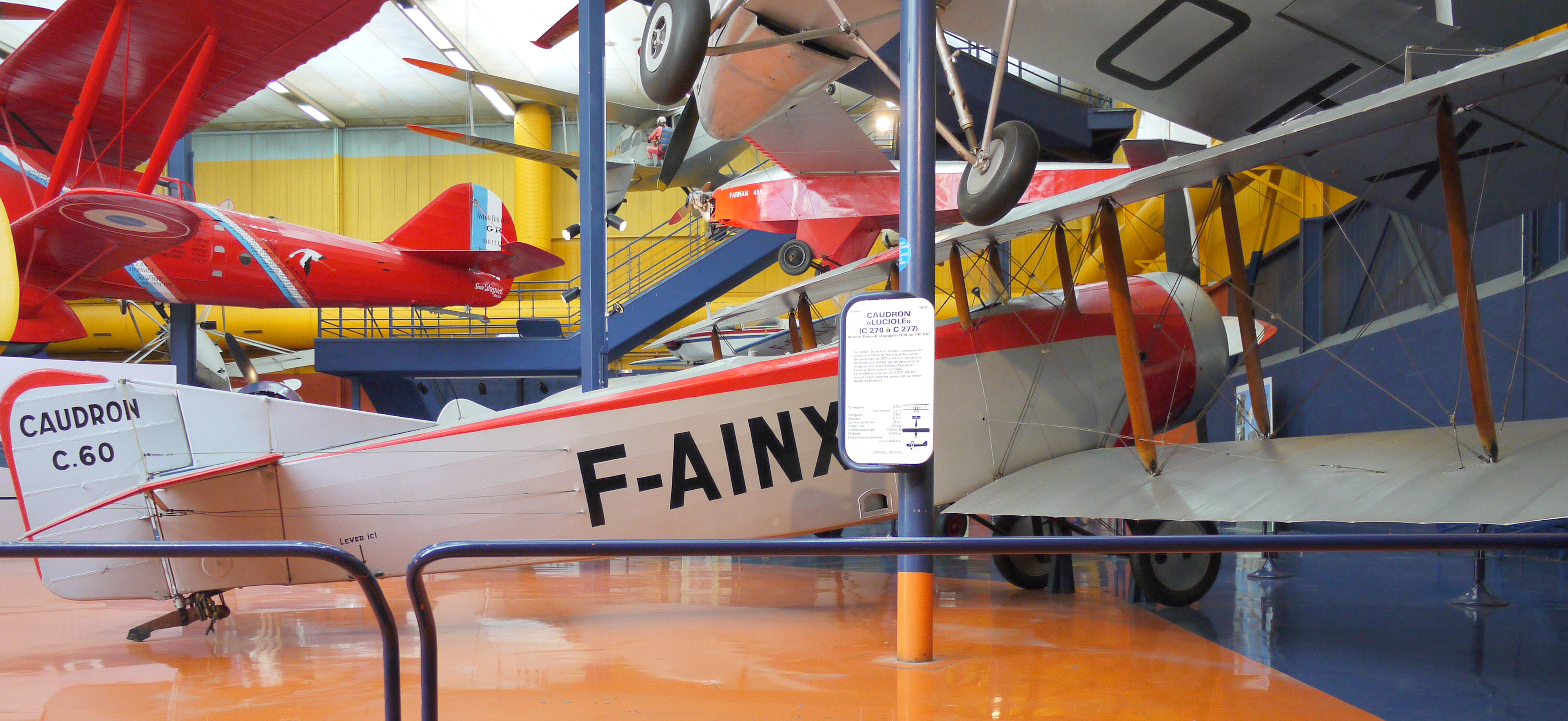
Il C.60 esposto al Musée de l'air et de l'espace.

Sono almeno due, in Francia e Finlandia, gli esemplari attualmente esposti presso strutture museali.
Il C.60 marche civili francesi F-AINX è attualmente esposto presso il Musée de l'air et de l'espace del Bourget, parte dell'aeroporto di Parigi-Le Bourget
Il C.60 ex Suomen ilmavoimat, codice militare CA-84, prodotto dalla Ilmailuvoimien Lentokonetehdas (IVL) è invece esposto al pubblico presso il Suomen Ilmailumuseo a Veromies, quartiere della città di Vantaa, nei pressi dell'Aeroporto di Helsinki-Vantaa.